# Jízda králů (Uprka)
Rozměrný obraz nazvaný Jízda králů namaloval Joža Uprka, malíř lidových zvyků a krojů prostých lidí žijících na Slovácku. Obraz zachycuje atmosféru lidové slavnosti hýřící barevností, prachem i horkem, jak byla slavena na konci 19. století. Obraz v impresionistické verzi je datován do roku 1897, zatímco u realistické podoby obrazu historici umění předpokládají, že byl dokončen již roku 1894. Oba obrazy malované technikou olejomalby, jsou oslavou lidového obyčeje, který byl v roce 2011 zapsán na seznam duchovních památek lidové kultury UNESCO.

## Popis obrazu
Počátkem devadesátých let 19. století Uprka navštívil lidovou slavnost Jízda králů na několika místech Slovácka, ale fascinován byl touto slavností ve Vlčnově. V roce 1891 se proto ubytoval v domě vlčnovského sedláka Josefa Zemka a provizorní ateliér si zřídil v nedaleké usedlosti sedláka Šimona Pavelčíka. Zde vzniklo více než 60 přípravných skic malovaných podle modelů místních Vlčnovjanů. Byla mezi nimi i Marina Chvilíčková, která na malíře silně zapůsobila, takže ji v levém roku obrazu spatříme v zeleném fěrtochu s dítětem na ruce. Obrazu však dominuje čtveřice jezdců (legrútů), kteří obklopují "krále", kterým bývá chlapec ve věku do 12 let, oblečený do ženského kroje. Kromě ženského oděvu je pro něj typická růže v ústech (aby nemohl mluvit) a pentle, které zakrývají chlapcův obličej. Dříve byli příslušníky "královy družiny" chlapci, kteří měli být v daném roce odvedeni na vojnu, dnes proto chlapci, kteří v daném roce dovrší 18 let. Mladičký "král" je v nejznámější verzi příběhu vnímán jako král Matyáš Korvín utíkající z Moravy po porážce jeho vojsk českým králem Jiřím z Poděbrad u Vilémova v roce 1469. Inspirací k této folklorní slavnosti však existuje více.

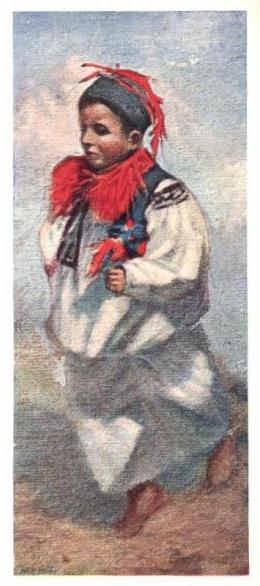
Běžící chlapec (Studie šohaje k Jízdě králů, 1895/97, olej, plátno na dřevěné podložce, Moravská galerie, Brno)

Z předběžných akvarelových a olejových studií aktérů této slavnosti obraz postupně dostával konečnou podobu, jež v kontextu malířovy tvorby vyniká systematičností, kterou přípravě obrazu věnoval. Několik tužkových kreseb reprezentuje kompoziční rozvržení obrazu, zatímco rozpracovanější kresby sloužily pro přenos na plátno. Zcela mimořádné jsou olejové studie jednotlivých částí obrazu, např. běžící chlapec nebo mostek. Tohoto chlapce malíř umístil do konečné podoby obrazu za posledního koně vpravo od středu. Některé z menších prací Uprka také prodával pro vlastní obživu. Na vytvoření obrazu však získal i podporu od státu, což mu umožnilo se plně věnovat přípravným pracím ve Vlčnově. Vznikl tak velká olejomalba s šíří větší než 3 metry, mající na výšku téměř 2 metry.
Obrazu dominuje červená a bílá barva, které doprovázejí odstíny modré, zelené a hnědé. Světlo v tomto obraze je stejně důležité jako v obrazech impresionistů. Obraz je významný právě proto, že reprezentuje českou podobu impresionismu. Vynikajícím dílem malíř současně obrátil pozornost veřejnosti do té doby k jinak málo známému Vlčnovu. Díky tomuto obrazu se Vlčnov stal poutním místem obdivovatelů lidové kultury.

## Autor obrazu
Joža Uprka byl synem rolníka a malíře samouka Jana Uprky. Uměleckou kariéry začal v roce 1881 na pražské Akademii u Františka Čermáka. Od roku 1884 pobýval na mnichovské Akademii, aby se v roce 1887 vrátil do Prahy a krátce poté přesídlil do rodného kraje. Ten ho inspiroval náměty z každodenního života lidí na Slovácku. Díky Hlávkovu stipendiu navštívil Paříž (1892/93), kde se seznámil nejen s díly francouzských realistů, ale i impresionistů. Tyto vlivy se významně promítly do jednoho z jeho stěžejních děl - Jízdy králů, o které se uznale vyjádřil i August Rodin. Ten Moravu navštívil během své pražské výstavy v roce 1902. Rodin se tak na Moravě setkal nejen s Alfonsem Muchou, ale současně navštívil i Uprkův ateliér v Hroznové Lhotě.

## Umělecko-historický význam obrazu
Tvorba Jožy Uprky zaujímá v českém výtvarném umění významné postavení. Byl příslušníkem generace umělců 90. let 19. století. Na rozdíl od Antonína Slavíčka, Františka Hudečka nebo Otakara Lebedy Uprka ve své tvorbě, vedle modernosti, kladl důraz i na moravský národopis. To byl jeden z důvodů, proč se po roce 1905 rozešel s impresionistickou malbou.
Uprkův obraz Jízda králů byl do sbírek Moravského muzea zakoupen v roce 1904. Obraz byl součástí obrazárny Moravského zemského muzea v Dietrichsteinském paláci. Od roku 1978 dominoval expozici Galerie výtvarného umění v Hodoníně. V roce 2011 se vrací do Moravské galerie v Brně. V tomtéž roce byl vystaven na výstavě ke 150. výročí umělcova narození nazvané "Joža Uprka - Evropan slováckého venkova", kterou uspořádala Národní galerie v pražské Valdštejnské jízdárně.